# Analitikai kémia

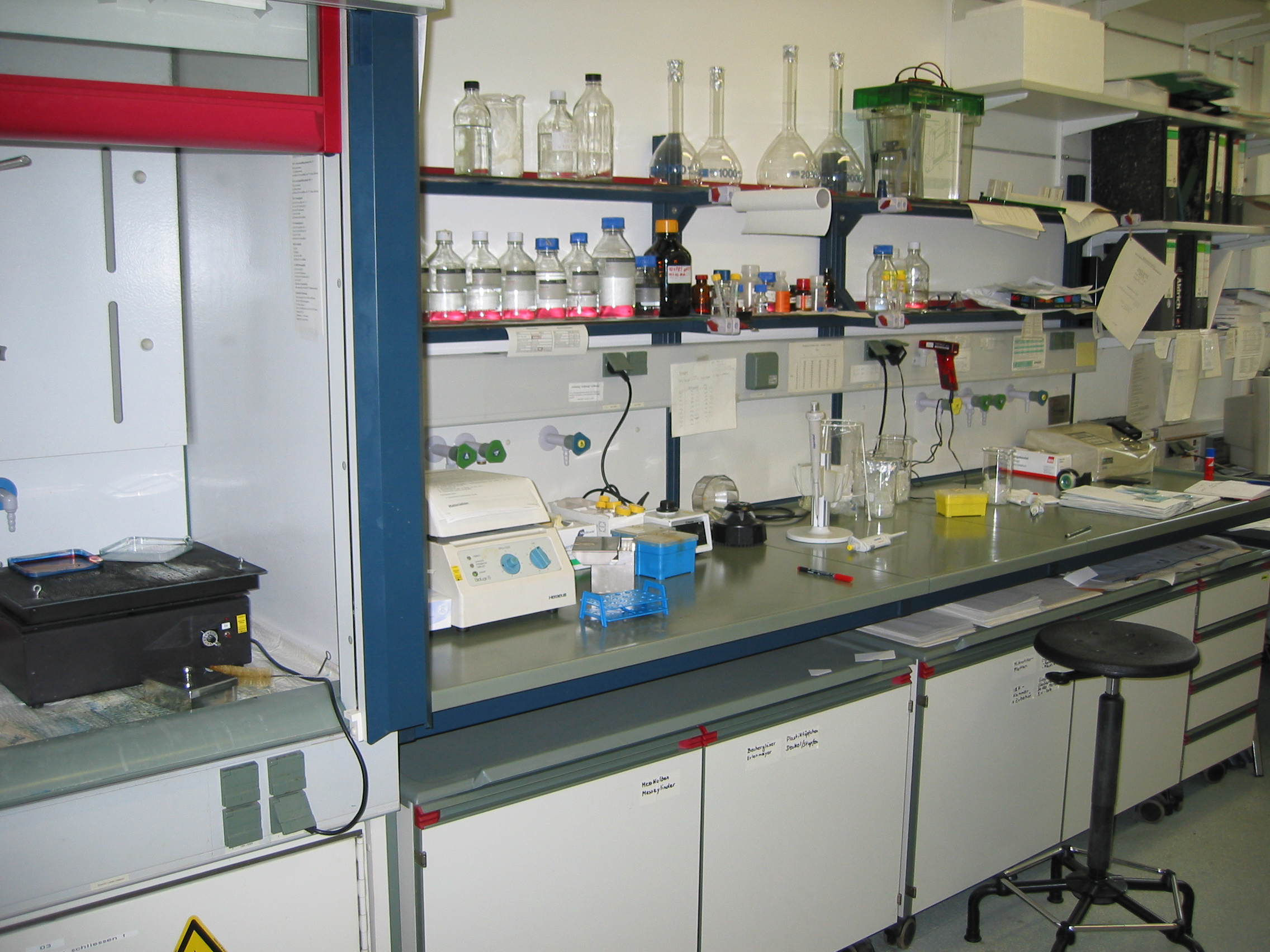
Labor, Biokémia Intézet, Kölni Egyetem

Az analitikai kémia a kémia azon részterülete, amely különböző anyagok mennyiségi és minőségi elemzésével foglalkozik. Ennek célja lehet például gyártási folyamat ellenőrzése (annak megállapítása, hogy egy bizonyos termék, vagy féltermék megfelel-e minőségi előírásainak), bűnügyi nyomozás (egy nyom minőségének és eredetének meghatározása). Lavoisier idejétől kezdve a kémia elsődleges célja az anyagok elemeinek megismerése lett, vagyis megállapítani minden test összetevőit. Ezért eljárásokat kellett találni komplex anyagok „szétosztására” és a keletkezett összetevők elemzésére, analizálására. A huszadik század elejéig az analitikai eljárások abból álltak, hogy ismeretlen termékeket ismerttel reagáltattak és így következtettek az ismeretlen anyag milyenségére. Mára ez sokat fejlődött, és fizikai eljárásokkal egyetlen művelettel egy egész sor elemet határozhatunk meg.

## Osztályozása
Az analitikai kémia két fő részre osztható: minőségi (kvalitatív) elemzés és mennyiségi (kvantitatív) elemzés. Az analitika mindkét fő tagozata használ mind kémiai, mind fizikai laboratóriumi technikai eljárásokat.

### Minőségi (kvalitatív) analízis
A kvalitatív analízis feladata egy adott anyag ismeretlen kémiai elemi összetevőinek a meghatározása. Ha az anyag egy keverék akkor adott esetekben az elemi meghatározást a keverék részekre bontása és azok elkülönítése előzheti meg. Egyes fémek jelenlétét kimutathatjuk annak megállapításával, hogy a Bunsen égő lángját milyen színnel színesíti, de a minőségi elemzést főleg vizes oldatban hajtjuk végre. Vízben oldhatatlan (például ásványi) anyagokat feltárással tesszük oldhatóvá.

### Mennyiségi (kvantitatív) analízis
A kvantitatív analitikai kémia feladata az anyagok elemi összetételének, azok viszonylagos súlybeli mennyiségének a megállapítása. Aszerint, hogy ezt milyen eljárással visszük végbe, a mennyiségi analízis neve:
- súly szerinti analízis, vagy gravimetria
- térfogatos analízis, vagy titrimetria
- műszeres analízis (lásd Műszeres analitikai módszerek)

## Gravimetria
A gravimetria a mennyiségi analitikai kémia azon része, amely eljárásai a végeredményt tömegmérés útján (analitikai mérlegen történő méréssel) kapjuk meg. A meghatározandó anyag oldatához megfelelő reagenst adagolunk (ez függ a meghatározandó komponenstől), s ennek során egy nehezen oldódó vegyület (csapadék) keletkezik. Ezt szűréssel, vagy centrifugálással elkülönítjük, majd mosás, szárítás (esetleg kalcinálás) után meghatározzuk a tömegét.

Alkalimetriás titrálás animációja

## Titrimetria
Ebben az esetben a reagenst ismert töménységű oldat formájában használjuk és az elhasznált reagensmennyiségből számítjuk a meghatározandó elem mennyiségét. Mivel a reagens oldat méri a meghatározandó anyag mennyiségét, mérőoldatnak nevezzük, magát az eljárást titrálásnak, végül pedig azt a szakaszt mikor a reakció teljesen végbement, egyenértékpontnak. Az egyenértékpont megállapítása a titrimetria feladata. A mérőoldat adagolása közben követjük az oldat valamely tulajdonságának változását, mely függ a koncentrációtól. Ez a tulajdonság az egyenértékpont közelében ugrásszerűen kell változzon. Ekkor a reagensadagolást abbahagyjuk, és ez a titrálás végpontja, amire azt feltételezzük, hogy a kémiai reakció teljesen lezajlott. Ez csak akkor igaz, ha a két pont (egyenértékpont és végpont) megegyezik. Hogy az eljárás használható legyen:
- a reakció teljes kell legyen (>99,9%)
- a végpont egyezzen meg az egyenértékponttal
- az egyensúly gyorsan álljon be
- a reakciópartnerek ismert arányban reagáljanak.

Lassú reakció esetében vigyázni kell az adagolással, nehogy túljussunk a végponton. Ezért a reagensadagolásnak lassabbnak kell lennie a reakció sebességénél. A reakció sebessége növelhető melegítéssel (oxálsav titrálása permanganáttal), mérőoldat túladagolással (nagyobb koncentráció, nagyobb reakciósebesség) és visszatitrálással (hangyasav titrálása permanganáttal) katalizátor használatával, vagy hatásos keveréssel (például mágneses keverőpálca használatával).

### A titrimetria változatai
A titrimetriás eljárásokat több szempont szerint lehet osztályozni. Ha a fent leírt követelmények teljesülnek, akkor direkt titrálást végzünk, ellenkező esetben indirekt titrálást. Az indirekt titrálást visszatitrálással vagy közvetítő anyag segítségével visszük végbe (a Cr2O2−7 ion, KI jelenlétében I2 szabadul fel, és ezt Na2S2O3 titráljuk). Ha a mérőoldat közvetlenül méri a meghatározandó anyagot, akkor abszolút eljárás, ellenkező esetben relatív eljárás. A relatív eljárásoknál a mért mennyiség (abszorbancia, emisszió, vezetőképesség) és a meghatározandó anyag közti összefüggést kalibrálással, kísérletileg kell megállapítani. A felhasznált reakciók szerint négy kategóriába osztályozzák, és egyes eljárásokat a mérőoldatok szerint nevezik.
- Sav- és lúgmérési eljárások (protoncsere-reakció). Ha a felhasznált mérőoldat sav, akkor savméréssel (acidimetria) lúgokat határozunk meg, ha a mérőoldat lúg, akkor lúgméréssel (alkalimetria) savakat titrálunk lúg mérőoldattal.
- Oxidációs-redukciós (redox) eljárások (elektroncsere-reakció). A felhasznált mérőoldat szerint lehet: jodometria, permanganatometria, bromatometria, cerimetria, kromatometria, titanometria stb.
- Csapadékos titrálások
- Komplex vegyületek képződésén alapuló eljárások (komplexometria)

## Műszeres analízis
A jobban ismert laboratóriumi eljárások közé tartoznak:
- Potenciometriás titrálás
- Konduktometriás titrálás
- Spektroszkópia, spektrometria
- Elektron mikrominta (microprobe) analízis
- Mikroszkópia

## Vegyelemzés
Hagyományos értelemben a vegyelemzés egy anyag kémiai összetételének a meghatározását jelenti. Mai megnevezése: analitikai kémia.

## Vegyelemzés módszerei

### Kémiai módszerek
A bányászat és a középkori anyagvizsgálatok már az alkímia idején fokozatosan fejlesztették ki a vegyelemzés módszerét. Az anyagokat feloldották, figyelték a kiváló csapadékokat, Dalton után pedig mennyiségi elemzést is végeztek. A vegyelemzés ma már egy gazdag kémiai módszerpark, mellyel egyes anyagok összetételét kémiai reagensek segítségével meg lehet határozni.

### Spektroszkópiai módszer
A színkép vizsgálata során ismerték fel, hogy a lángba helyezett anyag egy rá jellemző vonalas színképet hoz létre azzal, hogy bizonyos hullámhosszakon elnyeli a folytonos sugárzást. Az így kialakult spektroszkópia tudománya fontos anyagvizsgálati területté fejlődött. A spektroszkópiai módszer lehetővé tette a vegyelemzés gyors és kis anyagmennyiségből való elvégzését. Ez a módszer hozzájárult ahhoz is, hogy az anyag belső szerkezetét (atomos és molekuláris színkép) felismerjük.